# قیام حمزه خان تالشی
قیام حمزه خان تالشی یکی از شورشهای عمومی بود که به فاصله چند سال پس از تسخیر گیلان به دست شاه عباس یکم از دست حکام محلی، دوباره ظهور کردند که با خشونت معمول قزلباشان سرکوب شدند. حمزه خان تالشی حاکم آستارا در قلعه شیندان در ۱۰۰۲ قیام کرد. در سال ۹۶۹ پس از شکست قیام امیره قباد، حاکم آستارا، علیه شاه طهماسب شاه حکومت تالش را به بایندرخان واگذار کرد. در ۹۷۵ که خان احمد خان حاکم بیه پیش از حکومت صفوی سرپیچی کرد، بایندرخان به سپاه قزلباش کمک کرد تا شورش او سرکوب شود. در سال ۹۸۸ که حکام بیه پس علیه حکومت صفوی قیام کردند، بایندرخان به سلطان محمد صفوی برای سرکوب آنان کمک کرد. پس از سرکوب این قیام، بایندرخان سران قزلباش را به ترک گیلان واداشت تا بتواند در آستارا حکومت کند. پس از بایندرخان، امیره حمزه خان پسر وی به حکومت رسید و از شاه عباس سرپیچی کرد.
حاکم اردبیل به مدت ۹ ماه آنجا را به محاصره در آورد و نهایتاً حمزه خان با کشتی به شیروان متواری شد.